# Léon Dufour
Léon Jean Marie o Jean-Marie Léon Dufour (Saint-Sever, Landas, 10 de abril de 1780 - ibíd., 18 de abril de 1865) fue un médico y naturalista francés.

## Biografía
De 1799 a 1806, estudia Medicina en París. Para esa época, ya era amigo de Jean-Baptiste Bory, supervisando para él la impresión de su Viaje por las cuatro principales islas de los mares de África; donde el autor le reconoce, al afirmar en un aviso al lector que lo ayudó ese joven científico en la Historia natural « prometiendo para esa ciencia uno de sus más grandes sujetos».
Más tarde, Dufour participa como médico en la guerra de la Independencia Española, de 1808 a 1814. La guerra termina, y él se instalará en su ciudad natal.
Publica, durante su vida, 232 artículos sobre los artrópodos, con una veintena consagrados a las arañas. Se puede citar su notable Recherches anatomiques sur les Carabiques et sur plusieurs autres Coléoptères (1824-1826, París).
Otro de sus trabajos publicados fue "les mœurs d'un hyménoptère chasseur de Buprestes [los hábitos de un cazador de Avispas de Buprestes]",
inspirado en Jean-H. Fabre. Los dos científicos intercambiaron una breve correspondencia.